# 松希德
松希德是德国莱茵兰-普法尔茨州的一个市镇。总面积3.85平方公里，总人口127人，其中男性62人，女性65人（2011年12月31日），人口密度33人/平方公里。